# (13906) Shunda
(13906) Shunda est un astéroïde de la ceinture principale.

## Description
(13906) Shunda est un astéroïde de la ceinture principale. Il fut découvert le 20 août 1977 à Naoutchnyï par Nikolaï Tchernykh. Il présente une orbite caractérisée par un demi-grand axe de 2,30 UA, une excentricité de 0,19 et une inclinaison de 5,6° par rapport à l'écliptique.

## Compléments